# Лісові фіни
Лісові фіни (фін. metsäsuomalaiset, норв. букм. skogfinner, норв. нюн. skogfinnar, швед. skogsfinnar; самоназва metsäsuomalaiset) — субетнічна група фінів у Швеції і Норвегії, нащадки фінських переселенців кінця XVI — початку XVII ст.

## Історія

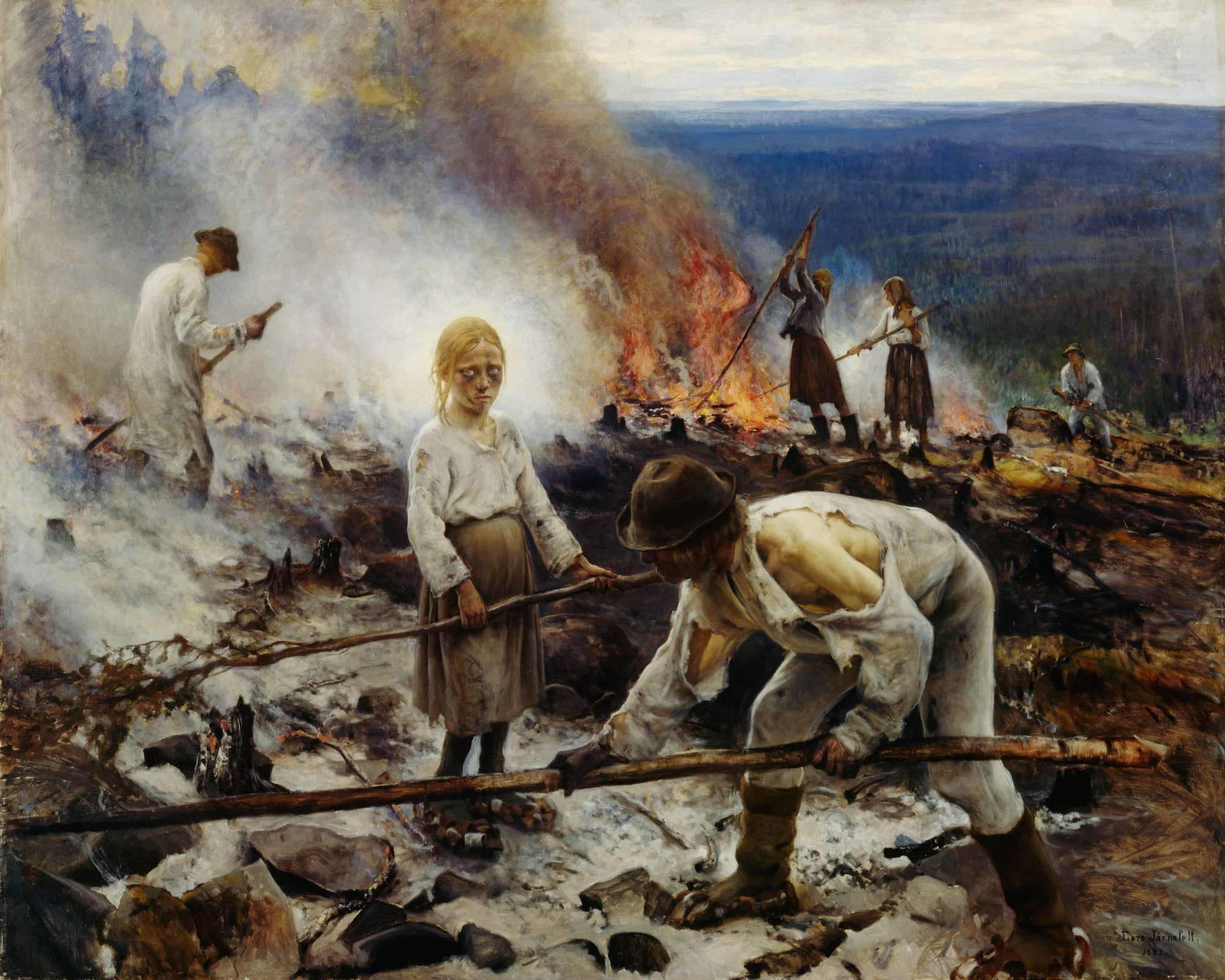
Випалювання лісу, рис. 1893 р.

Поява лісових фінів пов'язана з політикою шведських королів, які в XVI — XVII ст. стимулювали внутрішню колонізацію малонаселених регіонів. Лісові фіни походили від переселенців з різних кутків Фінляндії, у тому числі з півдня. Вони займалися підсічно-вогневим землеробством, продавали дешеве деревне вугілля на металургійні підприємства і вирощували жито. Переселення в основному відбувалося на північ сучасної Фінляндії, Інгерманландию, північ Швеції. У 1686 р. 1225 лісових фінів жило на сході Норвегії, де вони отримували більші врожаї жита, ніж самі норвежці.
Однак переселення з Фінляндії призвело до зіткнення інтересів з місцевим населенням і знищення лісів у той час, коли будівництво флоту і потреби південних країн і Англії призвели до швидкого зростання цін якісної деревини. Тому в другій половині XVII ст. влада Швеції і Данії, яким тоді належала Норвегія, почали робити кроки до припинення фінської міграції та видворення лісових фінів далі на північ, де ті стикалися з саамами. Для того, щоб збільшити збір податків, почали перепис переселенців. З кінця XVIII ст. у Швеції проводилась політика, спрямована на асиміляцію вихідців з Фінляндії. Скорочення можливостей підсічно-вогневого землеробства змушувало лісових фінів також змінювати спосіб життя — будувати ферми, займатися тваринництвом, торгувати, добувати руду, найматися на переробку заліза.
Значний внесок у дослідження і відродження інтересу до своєрідної культури лісових фінів зробив Карл Аксель Готлунд (1796—1875 рр .. ). Він навіть мріяв про створення в центральній Скандинавії спеціального автономного адміністративного утворення лісових фінів.

## Сучасний стан
В кінці XIX — першій половині XX ст. більшість лісових фінів була асимільована шведами і норвежцями, прийняла їх мову і культуру. У Швеції збереглася група торнедаленців, які зберегли свою оригінальну мову меянкіелі. У Норвегії лісові фіни мають статус національної меншини. У Швеції в 1999 р. такий статус визнаний за торнедаленцями. В обох країнах створені громадські організації нащадків лісових фінів, працюють етнографічні музеї.

## Культурні традиції

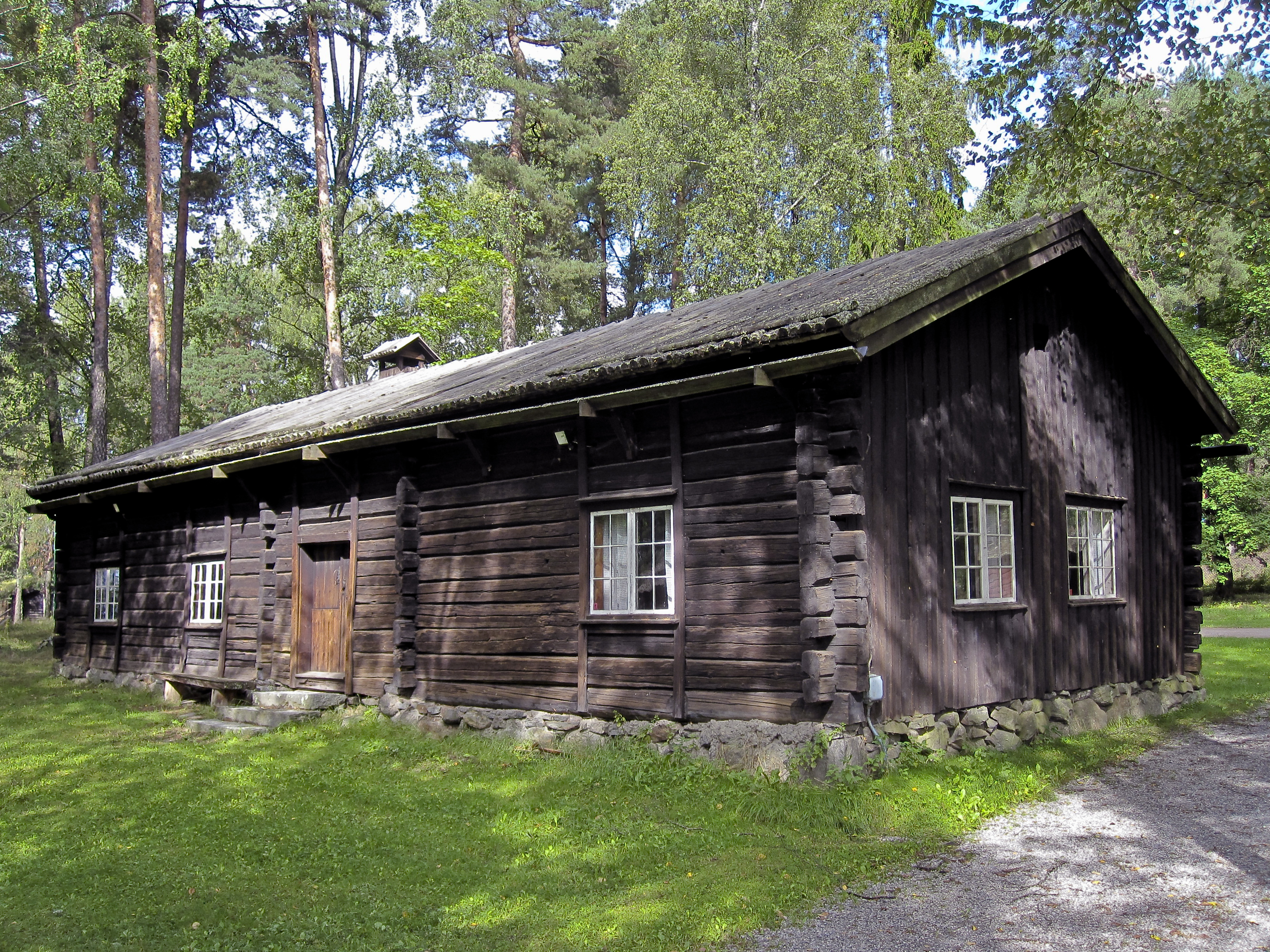
Музей культури лісових фінів у Швеції

Основний період переселення лісових фінів в Центральну Скандинавію припав на 1580—1630 рр. В основному переселення відбувалося на королівські та державні землі, на які не поширювалося право приватного майна. Лісові фіни виявилися в ізоляції від інших груп фінського населення, що породило оригінальний подальший розвиток їх культури.
Основним заняттям лісових фінів довгий час вважалося підсічно-вогневе землеробство, яке передбачало випалювання лісу навесні або заздалегідь восени, збір деревного вугілля і попелу, які були цінними товарами, посів жита й інших сільськогосподарських культур і нагляд за врожаєм. Наприкінці XVIII ст. в економіці переселенців важливу роль стала відігравати картопля. Оскільки створені таким чином поля швидко витрачали природні добрива, то їх через 2 або 3 роки залишали, щоб зупинитися на новому місці. Це змушувало займати великі наділи, так що одне селище знаходилося на відстані до 30 км від іншого. Життя в лісі передбачало також інші господарські заняття — скотарство (тримали овець, оленів, корів), ремесла, взимку рубали ліс, наймалися на сезонну роботу і т. д.
Житло будували на пагорбах недалеко від джерел питної води. Важливою при проектуванні садиби була перевірка місцевого ґрунту, який часто пробували на смак. Хороша земля повинна була містити достатню кількість вологи, не бути занадто сухою або мокрою. Лісові фіни вірили, що місце, обране ними, може виявитися зайнятим надприродними підземними істотами. Сусідство з ними загрожувало хворобами і невдачами. Тому переселенці довго лежали на землі і прислухалися до сторонніх звуків. Іноді підземним істотам пропонували солодощі і монети. На місці майбутнього поселення випускали півня, який повинен був співати, що означало, що воно дійсно гарне. Садиби складалися з довгою хатини savupirtti, де обов'язково був господарський простір. Там зберігали знаряддя праці, майстрували, взимку тримали худобу, і комору riihi для зберігання врожаю. На відміну від фінів Фінляндії лісові фіни рідко будували лазні. Це пояснюється впливом лютеранських проповідників, які вважали фінські сауни місцем язичницьких ритуалів і розпусти.
Не дивлячись на старання священнослужителів, багато рис язичницької культури зберігалися серед лісових фінів до початку XX ст. Вони шанували ведмедів. Виділявся шар шаманів, які виступали як організатори стародавніх обрядів, то як лікарі, то як судді. Всередині розширених сімей практикували культ предків.
Поширені музичні інструменти — арфа kantele і скрипка. Фольклор лісових фінів примітний великою кількістю чарівних казок, замовленнями і примовками.

## Цікавий факт
Американські генеалоги стверджують, що серед предків президента Джорджа Буша був лісовий фін Монс Андерсон, що переселилися в Новий Світ у середині XVII ст.